# 駅西会館
駅西会館（えきにしかいかん）とは、岐阜県瑞穂市にある公共施設（集会施設）。

## 概要
- 瑞穂市の条例では瑞穂市集会場の一つであり、地域住民の連帯意識の向上、コミュニティの形成とその発展に寄与するための施設であり、地域住民の活動の場である[1]。本巣郡穂積町の施設として2003年（平成15年）3月20日開館[2]。同年5月1日に本巣郡穂積町、巣南町が合併して瑞穂市が発足するに伴い、瑞穂市の施設となる。
- 瑞穂市の下水処理場の「アクアパーク別府水処理センター」に併設されている。そのため、瑞穂市役所環境水道部下水道課下水道係が管轄する[3]。
- 名称は穂積駅の西に位置することからであるという。

## 施設概要
- 大ホール

広さは142m2
- 小ホール

広さは約40m2
- 大和室

広さは約40m2（22.5畳）
- 小和室

広さは約22m2（12.5畳）

## 利用案内
- 利用時間：9：00 - 21：30[5]。
- 休館日：年末年始（12月29日 - 1月3日）

## 交通アクセス
- JR東海道本線穂積駅下車、徒歩約6分。

## 周辺施設
- 瑞穂市役所穂積庁舎
- 穂積駅
- 十六銀行穂積支店